# Аспид
Аспид според древногръцката митология е една от змиите, които се раждат от кръвта на Медуза Горгона.
Ето какво пише за нея римския поет Марк Аней Лукан в своята „Гражанска война“ или „Фарсалия“ (De Bello Civili sive Pharsalia):
| „                              | Първа, която вдигна глава от отровния пясък, беше навяващата сън със своята шия издута аспида, много попадна в нея и кръв, и отрова сгъстена, и в нито една змия по плътно, отколкото в нея, не се насъбра. От зной се нуждае тя, и в прохладните краища доброволно не ходи най-много до нилския пясък да допълзи | “ |
| Лукан, Фарсалия, IX, 624 – 733 | |   |

Също така „АСПИД“ значи твърда метаморфозна скала.